# Meranoplus dimidiatus
Meranoplus dimidiatus är en myrart som beskrevs av Smith 1867. Meranoplus dimidiatus ingår i släktet Meranoplus och familjen myror. Inga underarter finns listade i Catalogue of Life.

## Bildgalleri

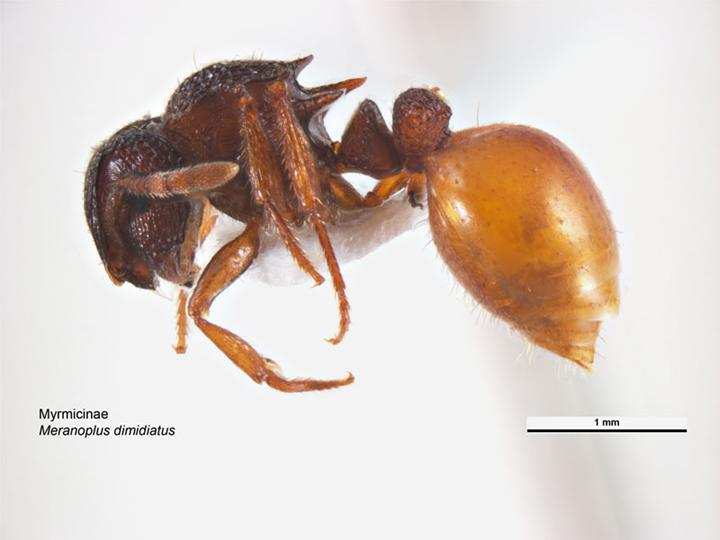